# لیلا ساری‌بکیان
لیلا آندرانیکی ساری‌بکیان (ارمنی: Լեյլա Անդրանիկի Սարիբեկյան؛  زادهٔ ۱۶ ژوئیهٔ ۱۹۶۳) خواننده اهل ارمنستان است.

## زندگی‌نامه
وی در ۱۶ ژوئیه ۱۹۶۳ در تفلیس به دنیا آمد و از دانشگاه دولتی علوم پرورشی خاچاطور آبوویان ارمنستان فارغ‌التحصیل گشت. همچنین برندهٔ جوایزی همچون هنرمند افتخاری جمهوری ارمنستان شده‌است.